# Rodzina książęca von Ratibor und Corvey
Rodzina książęca von Ratibor und Corvey – boczna linia rodu Hohenlohe-Schillingsfürst wywodzącego się z niemieckiego arystokratycznego rodu Hohenlohe.

## Historia

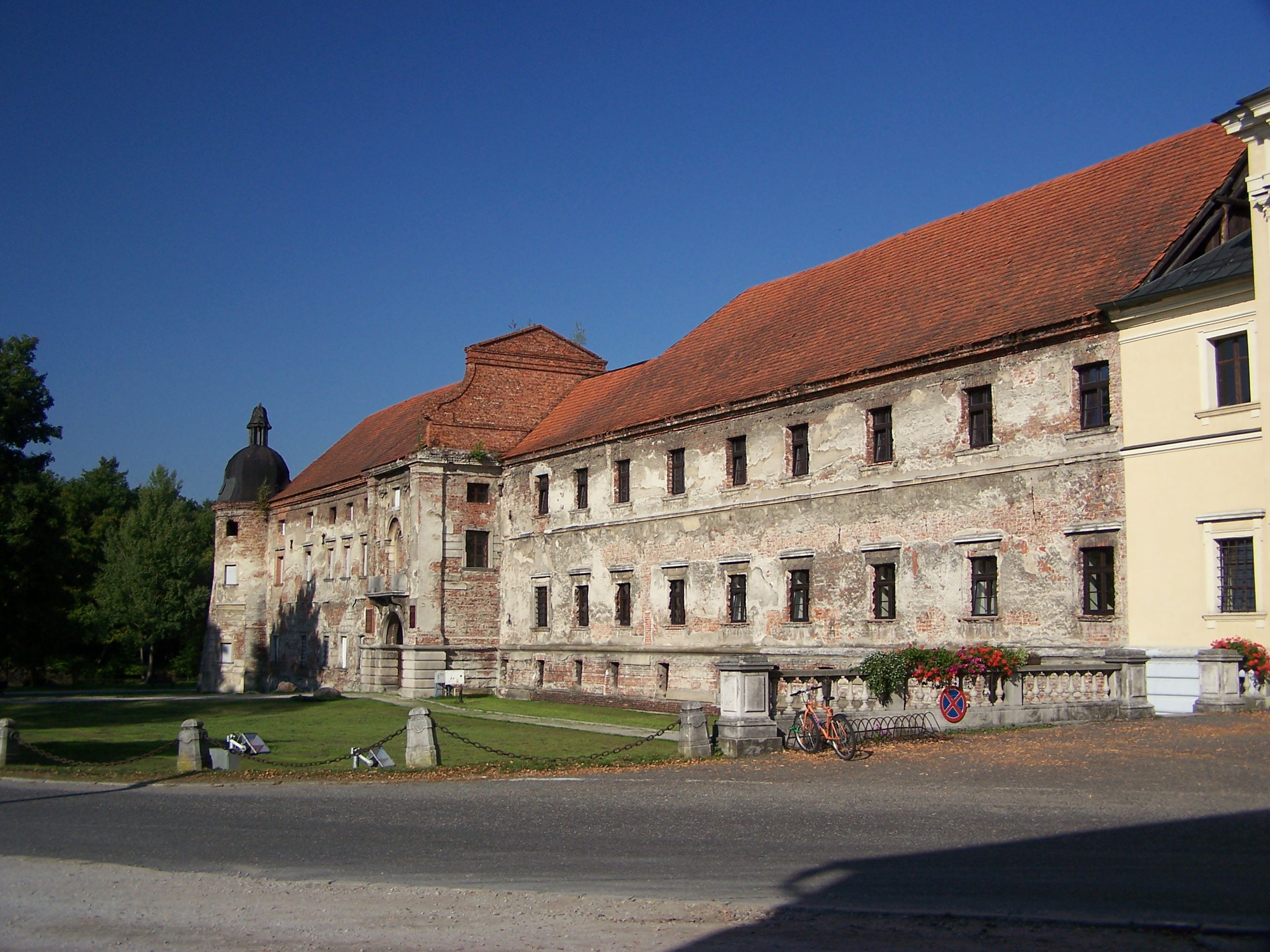
Siedziba rodowa w Rudach

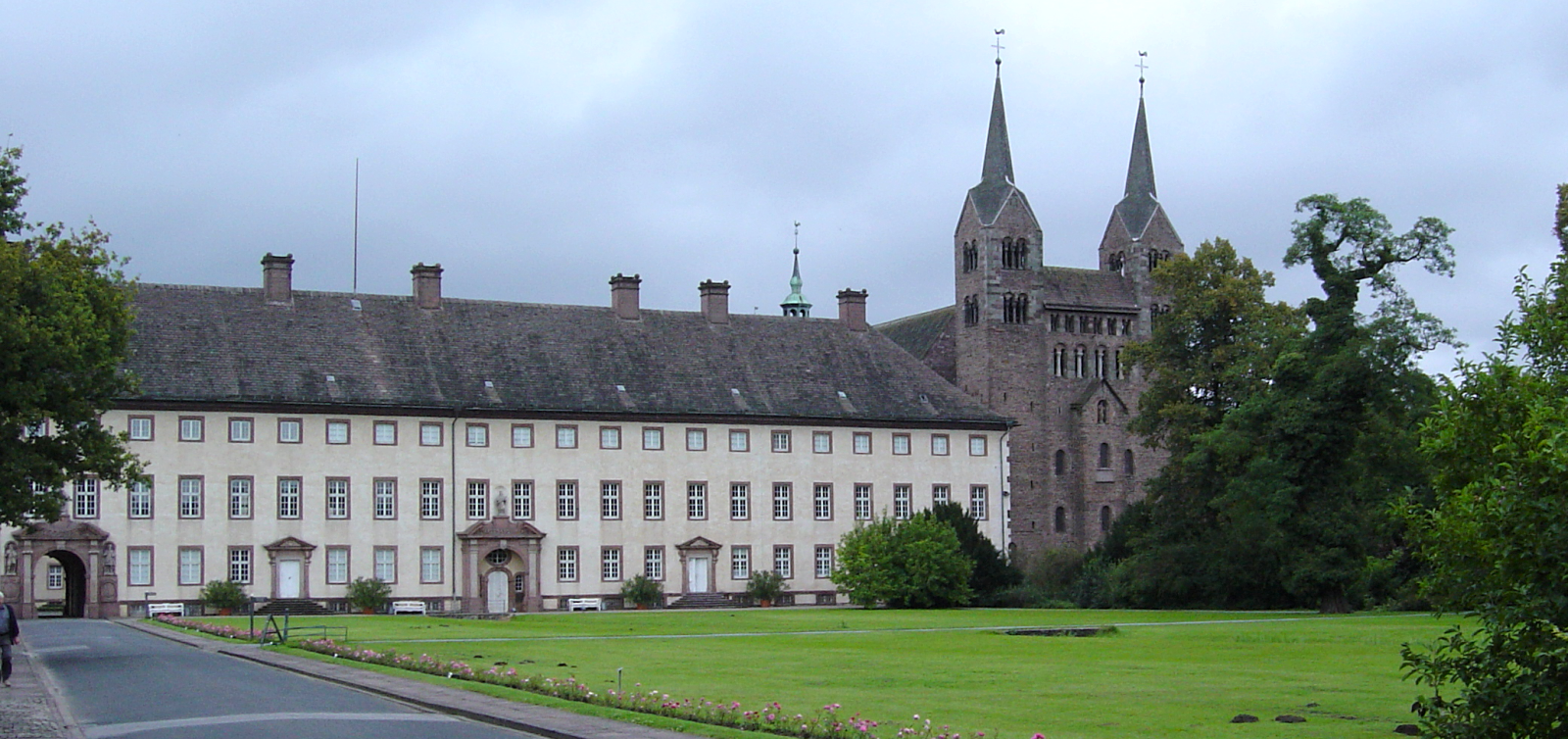
Siedziba rodowa w Corvey

Oba małżeństwa landgrafa Wiktora Amadeusza von Hessen-Rothenburg były bezdzietne, dlatego za namową drugiej żony, Elżbiety zu Hohenlohe-Langenburg przekazał swój majątek jej dwóm siostrzeńcom – Wiktorowi i Klodwigowi, książętom zu Hohenlohe-Waldenburg-Schillingsfürst. Wiktor jako pierworodny syn otrzymał księstwo raciborskie i sekularyzowane opactwo Corvey, natomiast Klodwig majątek w Hesji. 
15 października 1840 Wiktor złożył hołd królowi pruskiemu, Fryderykowi Wilhelmowi IV, który nadał mu godność książęcą. Wiktor I miał prawo od tej pory tytułować się jako książę von Ratibor i książę von Corvey, a jego pełne nazwisko brzmiało: Wiktor I Maurycy Karol Franciszek 1. Herzog von Ratibor und 1. Fürst von Corvey, Prinz zu Hohenlohe-Schillingsfürst. 19 kwietnia 1845 poślubił księżniczkę Amélie zu Fürstenberg. Pod koniec panowania Wiktora I majątek książąt raciborskich stanowiło opactwo w Corvey, a także grunty w powiatach raciborskim, rybnickim, gliwickim i oleskim o łącznej powierzchni ponad 32,5 tys. hektarów. Za sprawą pierwszego księcia raciborskiego siedzibą rodu stało się byłe opactwo cystersów w Rudach. Dziedzictwo Wiktora przekształcone zostało w ordynację, która od tej pory stanowiła niezbywalny i niepodzielny majątek rodowy. W całości przechodził on na jednego spadkobiercę, zazwyczaj pierworodnego syna. 30 stycznia 1893 zmarł Wiktor I Maurycy, a nowym księciem von Ratibor został Wiktor II Amadeusz.
Wiktor II Amadeusz został drugim księciem von Ratibor w wieku 46 lat, a jego pełne nazwisko brzmiało: Wiktor II Amadeusz 2. Herzog von Ratibor und 2. Fürst von Corvey, Prinz zu Hohenlohe-Schillingsfürst. Po małżeństwie z hrabianką Marią von Breunner-Enkevoirth, które zostało zawarte 19 czerwca 1877, Wiktor II uzyskał prawo przyjęcia dla swoich następców nazwiska swojej żony, Breunner-Enkevoirth. W związku z tym faktem następcy Wiktora II mieli możliwość dziedziczenia majątków tego rodu w Austrii, w tym zamku Grafenegg. 8 czerwca 1910 córka Wiktora, Agata Karolina poślubiła księcia pruskiego z dynastii Hohenzollernów, Fryderyka Wilhelma. Wiktor II zmarł 9 sierpnia 1923, a kolejnym księciem został Wiktor III August.
Wiktor III August został trzecim księciem von Ratibor w wieku 44 lat, a jego pełne nazwisko brzmiało: Wiktor III August Maria 3.Herzog von Ratibor, 3. Fürst von Corvey, Prinz zu Hohenlohe-Schillingsfürst-Breunner-Enkevoirth. 19 listopada 1910 poślubił księżnę Elżbietą zu Öttingen-Öttingen und Öttingen-Spielberg. 12 lutego 1916 urodził im się syn pierworodny, Wiktor IV Albrecht. Spośród sześciorga dzieci mieli jeszcze jednego syna, urodzonego 23 października 1920 Franciszka I Albrechta. W 1926 Franciszek I został adoptowany przez swoją ciotkę Klementynę von Metternich-Sándor, która nie doczekała się własnych dzieci. W ten oto sposób Franciszek, który nie był pierworodnym Wiktora III dziedziczył dobra w Austrii i na Węgrzech po ciotce. Franciszek przyjął także nazwisko po ciotce.
18 września 1939 pod Modlinem zginął książę następca, Wiktor IV. W związku z tym po śmierci Wiktora III, 11 listopada 1945, kolejnym księciem został książę Franciszek. Franciszek I stał się czwartym księciem von Ratibor w wieku 25 lat, a jego pełne nazwisko brzmiało Franciszek I Albrecht Maksymilian Wolfgang Józef Tadeusz Maria Metternich-Sándor 4.Herzog von Ratibor, 4. Fürst von Corvey, Prinz zu Hohenlohe-Schillingsfürst-Breunner-Enkevoirth. 2 października 1962 poślubił hrabiankę Izabellę zu Salm-Reifferscheidt-Krautheim und Dyck. Franciszek I zmarł 25 czerwca 2009, a kolejnym księciem został jego pierworodny syn, Wiktor V Marcin.
Wiktor V Marcin został piątym księciem von Ratibor w wieku 45 lat, a jego pełne nazwisko brzmi: Viktor V Martin Metternich-Sándor 5. Herzog von Ratibor, 5. Fürst von Corvey, Prinz zu Hohenlohe-Schillingsfürst-Breunner-Enkevoirth.

## Tytulatura
Tytuł Herzog von Ratibor und Fürst von Corvey przysługiwał jedynie pierworodnemu synowi, pozostali mogli się tytułować Prinz von Ratibor und Corvey, a córki Prinzessin von Ratibor und Corvey. Książę, któremu przysługiwał tytuł Herzog von Ratibor mógł także posługiwać się intytulacją Wasza Książęca Mość (niem. Seine Durchlaucht). Również w wyniku ożenku kolejnym książętom raciborskim dodawano kolejne człony nazwisk po kądzieli. W rodzinie książęcej von Ratibor pierworodny syn otrzymywał zawsze imię Wiktor i był także księciem następcą (niem. Erbprinz). Po śmierci panującego księcia książę następca otrzymywał tytuły Herzog von Ratibor i Fürst von Corvey.

## Książęta von Ratibor und Corvey
| Okres panowania                         | Imię księcia | Portret księcia | Rodzice                                                                                        | Data i miejsce urodzin       | Data i miejsce śmierci     | Informacje dodatkowe                                                                                |
| --------------------------------------- | --- | --------------- | ---------------------------------------------------------------------------------------------- | ---------------------------- | -------------------------- | --------------------------------------------------------------------------------------------------- |
| 15 października 1840 – 30 stycznia 1893 | Wiktor I Maurycy Karol Franciszek 1. Herzog von Ratibor, 1. Fürst von Corvey, Prinz zu Hohenlohe-Schillingsfürst                                                                 |                 | Franciszek Józef Karol Konrad zu Hohenlohe-Schillingsfürst, Konstancja zu Hohenlohe-Langenburg | 10 lutego 1818 w Langenburgu | 30 stycznia 1893 w Rudach  | Poślubił 19 kwietnia 1845 w Donaueschingen księżną Amélie zu Fürstenberg                            |
| 30 stycznia 1893 – 9 sierpnia 1923      | Wiktor II Amadeusz 2. Herzog von Ratibor, 2.Fürst von Corvey, Prinz zu Hohenlohe-Schillingsfürst                                                                                 |                 | Wiktor I Maurycy, Amélie zu Fürstenberg                                                        | 6 września 1847 w Rudach     | 9 sierpnia 1923 w Corvey   | Poślubił 19 czerwca 1877 w Wiedniu hrabinę Marię von Breunner-Enkevoirth                            |
| 9 sierpnia 1923 – 11 listopada 1945     | Wiktor III August Maria 3.Herzog von Ratibor, 3.Fürst von Corvey, Prinz zu Hohenlohe-Schillingsfürst-Breunner-Enkevoirth                                                         |                 | Wiktor II Amadeusz, Maria von Breunner-Enkevoirth                                              | 2 lutego 1879 w Rudach       | 11 listopada 1945 w Corvey | Poślubił 19 listopada 1910 w Monachium księżną Elżbietę zu Öttingen-Öttingen und Öttingen-Spielberg |
| 5 listopada 1920 – 25 czerwca 2009      | Franciszek I Albrecht Maksymilian Wolfgang Józef Tadeusz Maria Metternich-Sándor 4.Herzog von Ratibor, 4.Fürst von Corvey, Prinz zu Hohenlohe-Schillingfűrst-Breunner-Enkervoith |                 | Wiktor III August, Elżbieta zu Öttingen-Öttingen und Öttingen-Spielberg                        | 5 listopada 1920 w Raciborzu | 25 czerwca 2009 w Cetonie  | Poślubił 2 października 1962 w Nadrenii hrabinę Izabellę zu Salm-Reifferscheidt-Krautheim und Dyck  |
| 25 czerwca 2009 – obecnie               | Wiktor V Marcin Metternich-Sándor 5.Herzog von Ratibor, 5.Fürst von Corvey, Prinz zu Hohenlohe-Schillingsfürst-Breunner-Enkervoith                                               |                 | Franciszek I Albrecht, Izabella zu Salm-Reifferscheidt-Krautheim und Dyck                      | 28 marca 1964 w Wiedniu      |                            | Poślubił 15 maja 1998 w Heiligenkreuz Aleksandrę von Wohlgemuth                                     |

## Genealogia
|                                                        |                                                        |                                                        |                                                        |                                                        |                                                        |  |  |                                               |                                               |                                               |                                               |                                               |                                               |  |  |                                                           |                                                           |                                                           |                                                           |                                                           |                                                           |  |  |                                                                  |                                                                  | Konstancja zu Hohenlohe-Langenburg (1792–1847)                   | Konstancja zu Hohenlohe-Langenburg (1792–1847)                   | Konstancja zu Hohenlohe-Langenburg (1792–1847)                   | Konstancja zu Hohenlohe-Langenburg (1792–1847)                   | Konstancja zu Hohenlohe-Langenburg (1792–1847) | Konstancja zu Hohenlohe-Langenburg (1792–1847) |                                                       |                                                       |                                                       |                                                       |                                                       |                                                       | Franciszek Józef zu Hohenlohe-Schillingsfürst (1787–1841) | Franciszek Józef zu Hohenlohe-Schillingsfürst (1787–1841) | Franciszek Józef zu Hohenlohe-Schillingsfürst (1787–1841) | Franciszek Józef zu Hohenlohe-Schillingsfürst (1787–1841) | Franciszek Józef zu Hohenlohe-Schillingsfürst (1787–1841) | Franciszek Józef zu Hohenlohe-Schillingsfürst (1787–1841) |                                                          |                                                          |  |  |                                                       |                                                       |                                                       |                                                       |                                                       |                                                       |  |  |                                                |                                                |                                                |                                                |                                                |                                                |  |  | Eliza Adeljada zu Hohenlohe-Schillingsfürst (1831–1920)               | Eliza Adeljada zu Hohenlohe-Schillingsfürst (1831–1920)               | Eliza Adeljada zu Hohenlohe-Schillingsfürst (1831–1920)               | Eliza Adeljada zu Hohenlohe-Schillingsfürst (1831–1920)               | Eliza Adeljada zu Hohenlohe-Schillingsfürst (1831–1920)               | Eliza Adeljada zu Hohenlohe-Schillingsfürst (1831–1920)               |
|                                                        |                                                        |                                                        |                                                        |                                                        |                                                        |  |  |                                               |                                               |                                               |                                               |                                               |                                               |  |  |                                                           |                                                           |                                                           |                                                           |                                                           |                                                           |  |  |                                                                  |                                                                  | Konstancja zu Hohenlohe-Langenburg (1792–1847)                   | Konstancja zu Hohenlohe-Langenburg (1792–1847)                   | Konstancja zu Hohenlohe-Langenburg (1792–1847)                   | Konstancja zu Hohenlohe-Langenburg (1792–1847)                   | Konstancja zu Hohenlohe-Langenburg (1792–1847) | Konstancja zu Hohenlohe-Langenburg (1792–1847) |                                                       |                                                       |                                                       |                                                       |                                                       |                                                       | Franciszek Józef zu Hohenlohe-Schillingsfürst (1787–1841) | Franciszek Józef zu Hohenlohe-Schillingsfürst (1787–1841) | Franciszek Józef zu Hohenlohe-Schillingsfürst (1787–1841) | Franciszek Józef zu Hohenlohe-Schillingsfürst (1787–1841) | Franciszek Józef zu Hohenlohe-Schillingsfürst (1787–1841) | Franciszek Józef zu Hohenlohe-Schillingsfürst (1787–1841) |                                                          |                                                          |  |  |                                                       |                                                       |                                                       |                                                       |                                                       |                                                       |  |  |                                                |                                                |                                                |                                                |                                                |                                                |  |  | Eliza Adeljada zu Hohenlohe-Schillingsfürst (1831–1920)               | Eliza Adeljada zu Hohenlohe-Schillingsfürst (1831–1920)               | Eliza Adeljada zu Hohenlohe-Schillingsfürst (1831–1920)               | Eliza Adeljada zu Hohenlohe-Schillingsfürst (1831–1920)               | Eliza Adeljada zu Hohenlohe-Schillingsfürst (1831–1920)               | Eliza Adeljada zu Hohenlohe-Schillingsfürst (1831–1920)               |
|                                                        |                                                        |                                                        |                                                        |                                                        |                                                        |  |  |                                               |                                               |                                               |                                               |                                               |                                               |  |  |                                                           |                                                           |                                                           |                                                           |                                                           |                                                           |  |  |                                                                  |                                                                  |                                                                  |                                                                  |                                                                  |                                                                  |                                                |                                                |                                                       |                                                       |                                                       |                                                       |                                                       |                                                       |                                                           |                                                           |                                                           |                                                           |                                                           |                                                           |                                                          |                                                          |  |  |                                                       |                                                       |                                                       |                                                       |                                                       |                                                       |  |  |                                                |                                                |                                                |                                                |                                                |                                                |  |  |                                                                       |                                                                       |                                                                       |                                                                       |                                                                       |                                                                       |
|                                                        |                                                        |                                                        |                                                        |                                                        |                                                        |  |  |                                               |                                               |                                               |                                               |                                               |                                               |  |  |                                                           |                                                           |                                                           |                                                           |                                                           |                                                           |  |  |                                                                  |                                                                  |                                                                  |                                                                  |                                                                  |                                                                  |                                                |                                                |                                                       |                                                       |                                                       |                                                       |                                                       |                                                       |                                                           |                                                           |                                                           |                                                           |                                                           |                                                           |                                                          |                                                          |  |  |                                                       |                                                       |                                                       |                                                       |                                                       |                                                       |  |  |                                                |                                                |                                                |                                                |                                                |                                                |  |  |                                                                       |                                                                       |                                                                       |                                                                       |                                                                       |                                                                       |
| Teresa Amelia zu Hohenlohe-Schillingsfürst (1816–1891) | Teresa Amelia zu Hohenlohe-Schillingsfürst (1816–1891) | Teresa Amelia zu Hohenlohe-Schillingsfürst (1816–1891) | Teresa Amelia zu Hohenlohe-Schillingsfürst (1816–1891) | Teresa Amelia zu Hohenlohe-Schillingsfürst (1816–1891) | Teresa Amelia zu Hohenlohe-Schillingsfürst (1816–1891) |  |  | Amelia zu Fürstenberg (1821–1899)             | Amelia zu Fürstenberg (1821–1899)             | Amelia zu Fürstenberg (1821–1899)             | Amelia zu Fürstenberg (1821–1899)             | Amelia zu Fürstenberg (1821–1899)             | Amelia zu Fürstenberg (1821–1899)             |  |  | Wiktor I Maurycy von Ratibor (1818–1893)                  | Wiktor I Maurycy von Ratibor (1818–1893)                  | Wiktor I Maurycy von Ratibor (1818–1893)                  | Wiktor I Maurycy von Ratibor (1818–1893)                  | Wiktor I Maurycy von Ratibor (1818–1893)                  | Wiktor I Maurycy von Ratibor (1818–1893)                  |  |  | Chlodwig zu Hohenlohe-Schillingsfürst (1819–1901)                | Chlodwig zu Hohenlohe-Schillingsfürst (1819–1901)                | Chlodwig zu Hohenlohe-Schillingsfürst (1819–1901)                | Chlodwig zu Hohenlohe-Schillingsfürst (1819–1901)                | Chlodwig zu Hohenlohe-Schillingsfürst (1819–1901)                | Chlodwig zu Hohenlohe-Schillingsfürst (1819–1901)                |                                                |                                                | Filip Ernest zu Hohenlohe-Schillingsfürst (1820–1845) | Filip Ernest zu Hohenlohe-Schillingsfürst (1820–1845) | Filip Ernest zu Hohenlohe-Schillingsfürst (1820–1845) | Filip Ernest zu Hohenlohe-Schillingsfürst (1820–1845) | Filip Ernest zu Hohenlohe-Schillingsfürst (1820–1845) | Filip Ernest zu Hohenlohe-Schillingsfürst (1820–1845) |                                                           |                                                           | Amelia Adelajda zu Hohenlohe-Schillingsfürst (1821–1902)  | Amelia Adelajda zu Hohenlohe-Schillingsfürst (1821–1902)  | Amelia Adelajda zu Hohenlohe-Schillingsfürst (1821–1902)  | Amelia Adelajda zu Hohenlohe-Schillingsfürst (1821–1902)  | Amelia Adelajda zu Hohenlohe-Schillingsfürst (1821–1902) | Amelia Adelajda zu Hohenlohe-Schillingsfürst (1821–1902) |  |  | Gustaw Adolf zu Hohenlohe-Schillingsfürst (1823–1896) | Gustaw Adolf zu Hohenlohe-Schillingsfürst (1823–1896) | Gustaw Adolf zu Hohenlohe-Schillingsfürst (1823–1896) | Gustaw Adolf zu Hohenlohe-Schillingsfürst (1823–1896) | Gustaw Adolf zu Hohenlohe-Schillingsfürst (1823–1896) | Gustaw Adolf zu Hohenlohe-Schillingsfürst (1823–1896) |  |  | Józef zu Hohenlohe-Schillingsfürst (1824–1827) | Józef zu Hohenlohe-Schillingsfürst (1824–1827) | Józef zu Hohenlohe-Schillingsfürst (1824–1827) | Józef zu Hohenlohe-Schillingsfürst (1824–1827) | Józef zu Hohenlohe-Schillingsfürst (1824–1827) | Józef zu Hohenlohe-Schillingsfürst (1824–1827) |  |  | Konstantyn Wiktor zu Hohenlohe-Waldenburg-Schillingsfürst (1828–1896) | Konstantyn Wiktor zu Hohenlohe-Waldenburg-Schillingsfürst (1828–1896) | Konstantyn Wiktor zu Hohenlohe-Waldenburg-Schillingsfürst (1828–1896) | Konstantyn Wiktor zu Hohenlohe-Waldenburg-Schillingsfürst (1828–1896) | Konstantyn Wiktor zu Hohenlohe-Waldenburg-Schillingsfürst (1828–1896) | Konstantyn Wiktor zu Hohenlohe-Waldenburg-Schillingsfürst (1828–1896) |
| Teresa Amelia zu Hohenlohe-Schillingsfürst (1816–1891) | Teresa Amelia zu Hohenlohe-Schillingsfürst (1816–1891) | Teresa Amelia zu Hohenlohe-Schillingsfürst (1816–1891) | Teresa Amelia zu Hohenlohe-Schillingsfürst (1816–1891) | Teresa Amelia zu Hohenlohe-Schillingsfürst (1816–1891) | Teresa Amelia zu Hohenlohe-Schillingsfürst (1816–1891) |  |  | Amelia zu Fürstenberg (1821–1899)             | Amelia zu Fürstenberg (1821–1899)             | Amelia zu Fürstenberg (1821–1899)             | Amelia zu Fürstenberg (1821–1899)             | Amelia zu Fürstenberg (1821–1899)             | Amelia zu Fürstenberg (1821–1899)             |  |  | Wiktor I Maurycy von Ratibor (1818–1893)                  | Wiktor I Maurycy von Ratibor (1818–1893)                  | Wiktor I Maurycy von Ratibor (1818–1893)                  | Wiktor I Maurycy von Ratibor (1818–1893)                  | Wiktor I Maurycy von Ratibor (1818–1893)                  | Wiktor I Maurycy von Ratibor (1818–1893)                  |  |  | Chlodwig zu Hohenlohe-Schillingsfürst (1819–1901)                | Chlodwig zu Hohenlohe-Schillingsfürst (1819–1901)                | Chlodwig zu Hohenlohe-Schillingsfürst (1819–1901)                | Chlodwig zu Hohenlohe-Schillingsfürst (1819–1901)                | Chlodwig zu Hohenlohe-Schillingsfürst (1819–1901)                | Chlodwig zu Hohenlohe-Schillingsfürst (1819–1901)                |                                                |                                                | Filip Ernest zu Hohenlohe-Schillingsfürst (1820–1845) | Filip Ernest zu Hohenlohe-Schillingsfürst (1820–1845) | Filip Ernest zu Hohenlohe-Schillingsfürst (1820–1845) | Filip Ernest zu Hohenlohe-Schillingsfürst (1820–1845) | Filip Ernest zu Hohenlohe-Schillingsfürst (1820–1845) | Filip Ernest zu Hohenlohe-Schillingsfürst (1820–1845) |                                                           |                                                           | Amelia Adelajda zu Hohenlohe-Schillingsfürst (1821–1902)  | Amelia Adelajda zu Hohenlohe-Schillingsfürst (1821–1902)  | Amelia Adelajda zu Hohenlohe-Schillingsfürst (1821–1902)  | Amelia Adelajda zu Hohenlohe-Schillingsfürst (1821–1902)  | Amelia Adelajda zu Hohenlohe-Schillingsfürst (1821–1902) | Amelia Adelajda zu Hohenlohe-Schillingsfürst (1821–1902) |  |  | Gustaw Adolf zu Hohenlohe-Schillingsfürst (1823–1896) | Gustaw Adolf zu Hohenlohe-Schillingsfürst (1823–1896) | Gustaw Adolf zu Hohenlohe-Schillingsfürst (1823–1896) | Gustaw Adolf zu Hohenlohe-Schillingsfürst (1823–1896) | Gustaw Adolf zu Hohenlohe-Schillingsfürst (1823–1896) | Gustaw Adolf zu Hohenlohe-Schillingsfürst (1823–1896) |  |  | Józef zu Hohenlohe-Schillingsfürst (1824–1827) | Józef zu Hohenlohe-Schillingsfürst (1824–1827) | Józef zu Hohenlohe-Schillingsfürst (1824–1827) | Józef zu Hohenlohe-Schillingsfürst (1824–1827) | Józef zu Hohenlohe-Schillingsfürst (1824–1827) | Józef zu Hohenlohe-Schillingsfürst (1824–1827) |  |  | Konstantyn Wiktor zu Hohenlohe-Waldenburg-Schillingsfürst (1828–1896) | Konstantyn Wiktor zu Hohenlohe-Waldenburg-Schillingsfürst (1828–1896) | Konstantyn Wiktor zu Hohenlohe-Waldenburg-Schillingsfürst (1828–1896) | Konstantyn Wiktor zu Hohenlohe-Waldenburg-Schillingsfürst (1828–1896) | Konstantyn Wiktor zu Hohenlohe-Waldenburg-Schillingsfürst (1828–1896) | Konstantyn Wiktor zu Hohenlohe-Waldenburg-Schillingsfürst (1828–1896) |
|                                                        |                                                        |                                                        |                                                        |                                                        |                                                        |  |  |                                               |                                               |                                               |                                               |                                               |                                               |  |  |                                                           |                                                           |                                                           |                                                           |                                                           |                                                           |  |  |                                                                  |                                                                  |                                                                  |                                                                  |                                                                  |                                                                  |                                                |                                                |                                                       |                                                       |                                                       |                                                       |                                                       |                                                       |                                                           |                                                           |                                                           |                                                           |                                                           |                                                           |                                                          |                                                          |  |  |                                                       |                                                       |                                                       |                                                       |                                                       |                                                       |  |  |                                                |                                                |                                                |                                                |                                                |                                                |  |  |                                                                       |                                                                       |                                                                       |                                                                       |                                                                       |                                                                       |
|                                                        |                                                        |                                                        |                                                        |                                                        |                                                        |  |  |                                               |                                               |                                               |                                               |                                               |                                               |  |  |                                                           |                                                           |                                                           |                                                           |                                                           |                                                           |  |  |                                                                  |                                                                  |                                                                  |                                                                  |                                                                  |                                                                  |                                                |                                                |                                                       |                                                       |                                                       |                                                       |                                                       |                                                       |                                                           |                                                           |                                                           |                                                           |                                                           |                                                           |                                                          |                                                          |  |  |                                                       |                                                       |                                                       |                                                       |                                                       |                                                       |  |  |                                                |                                                |                                                |                                                |                                                |                                                |  |  |                                                                       |                                                                       |                                                                       |                                                                       |                                                                       |                                                                       |
| Amelia (1846–1847)                                     | Amelia (1846–1847)                                     | Amelia (1846–1847)                                     | Amelia (1846–1847)                                     | Amelia (1846–1847)                                     | Amelia (1846–1847)                                     |  |  | Elżbieta (1851–1928)                          | Elżbieta (1851–1928)                          | Elżbieta (1851–1928)                          | Elżbieta (1851–1928)                          | Elżbieta (1851–1928)                          | Elżbieta (1851–1928)                          |  |  | Franciszek (1849–1925)                                    | Franciszek (1849–1925)                                    | Franciszek (1849–1925)                                    | Franciszek (1849–1925)                                    | Franciszek (1849–1925)                                    | Franciszek (1849–1925)                                    |  |  | Maria Agnieszka zu Solms-Baruth (1856–1941)                      | Maria Agnieszka zu Solms-Baruth (1856–1941)                      | Maria Agnieszka zu Solms-Baruth (1856–1941)                      | Maria Agnieszka zu Solms-Baruth (1856–1941)                      | Maria Agnieszka zu Solms-Baruth (1856–1941)                      | Maria Agnieszka zu Solms-Baruth (1856–1941)                      |                                                |                                                | Egon Maurycy (1853–1896)                              | Egon Maurycy (1853–1896)                              | Egon Maurycy (1853–1896)                              | Egon Maurycy (1853–1896)                              | Egon Maurycy (1853–1896)                              | Egon Maurycy (1853–1896)                              |                                                           |                                                           | Leopoldyna von Lobkowicz (1867–1936)                      | Leopoldyna von Lobkowicz (1867–1936)                      | Leopoldyna von Lobkowicz (1867–1936)                      | Leopoldyna von Lobkowicz (1867–1936)                      | Leopoldyna von Lobkowicz (1867–1936)                     | Leopoldyna von Lobkowicz (1867–1936)                     |  |  | Ernest (1857–1891)                                    | Ernest (1857–1891)                                    | Ernest (1857–1891)                                    | Ernest (1857–1891)                                    | Ernest (1857–1891)                                    | Ernest (1857–1891)                                    |  |  | Ernestina Arborio di Gattinara (1866–1934)     | Ernestina Arborio di Gattinara (1866–1934)     | Ernestina Arborio di Gattinara (1866–1934)     | Ernestina Arborio di Gattinara (1866–1934)     | Ernestina Arborio di Gattinara (1866–1934)     | Ernestina Arborio di Gattinara (1866–1934)     |  |  | Karol Egon (1873–1945)                                                | Karol Egon (1873–1945)                                                | Karol Egon (1873–1945)                                                | Karol Egon (1873–1945)                                                | Karol Egon (1873–1945)                                                | Karol Egon (1873–1945)                                                |
| Amelia (1846–1847)                                     | Amelia (1846–1847)                                     | Amelia (1846–1847)                                     | Amelia (1846–1847)                                     | Amelia (1846–1847)                                     | Amelia (1846–1847)                                     |  |  | Elżbieta (1851–1928)                          | Elżbieta (1851–1928)                          | Elżbieta (1851–1928)                          | Elżbieta (1851–1928)                          | Elżbieta (1851–1928)                          | Elżbieta (1851–1928)                          |  |  | Franciszek (1849–1925)                                    | Franciszek (1849–1925)                                    | Franciszek (1849–1925)                                    | Franciszek (1849–1925)                                    | Franciszek (1849–1925)                                    | Franciszek (1849–1925)                                    |  |  | Maria Agnieszka zu Solms-Baruth (1856–1941)                      | Maria Agnieszka zu Solms-Baruth (1856–1941)                      | Maria Agnieszka zu Solms-Baruth (1856–1941)                      | Maria Agnieszka zu Solms-Baruth (1856–1941)                      | Maria Agnieszka zu Solms-Baruth (1856–1941)                      | Maria Agnieszka zu Solms-Baruth (1856–1941)                      |                                                |                                                | Egon Maurycy (1853–1896)                              | Egon Maurycy (1853–1896)                              | Egon Maurycy (1853–1896)                              | Egon Maurycy (1853–1896)                              | Egon Maurycy (1853–1896)                              | Egon Maurycy (1853–1896)                              |                                                           |                                                           | Leopoldyna von Lobkowicz (1867–1936)                      | Leopoldyna von Lobkowicz (1867–1936)                      | Leopoldyna von Lobkowicz (1867–1936)                      | Leopoldyna von Lobkowicz (1867–1936)                      | Leopoldyna von Lobkowicz (1867–1936)                     | Leopoldyna von Lobkowicz (1867–1936)                     |  |  | Ernest (1857–1891)                                    | Ernest (1857–1891)                                    | Ernest (1857–1891)                                    | Ernest (1857–1891)                                    | Ernest (1857–1891)                                    | Ernest (1857–1891)                                    |  |  | Ernestina Arborio di Gattinara (1866–1934)     | Ernestina Arborio di Gattinara (1866–1934)     | Ernestina Arborio di Gattinara (1866–1934)     | Ernestina Arborio di Gattinara (1866–1934)     | Ernestina Arborio di Gattinara (1866–1934)     | Ernestina Arborio di Gattinara (1866–1934)     |  |  | Karol Egon (1873–1945)                                                | Karol Egon (1873–1945)                                                | Karol Egon (1873–1945)                                                | Karol Egon (1873–1945)                                                | Karol Egon (1873–1945)                                                | Karol Egon (1873–1945)                                                |
|                                                        |                                                        |                                                        |                                                        |                                                        |                                                        |  |  |                                               |                                               |                                               |                                               |                                               |                                               |  |  |                                                           |                                                           |                                                           |                                                           |                                                           |                                                           |  |  |                                                                  |                                                                  |                                                                  |                                                                  |                                                                  |                                                                  |                                                |                                                |                                                       |                                                       |                                                       |                                                       |                                                       |                                                       |                                                           |                                                           |                                                           |                                                           |                                                           |                                                           |                                                          |                                                          |  |  |                                                       |                                                       |                                                       |                                                       |                                                       |                                                       |  |  |                                                |                                                |                                                |                                                |                                                |                                                |  |  |                                                                       |                                                                       |                                                                       |                                                                       |                                                                       |                                                                       |
|                                                        |                                                        |                                                        |                                                        |                                                        |                                                        |  |  |                                               |                                               |                                               |                                               |                                               |                                               |  |  |                                                           |                                                           |                                                           |                                                           |                                                           |                                                           |  |  |                                                                  |                                                                  |                                                                  |                                                                  |                                                                  |                                                                  |                                                |                                                |                                                       |                                                       |                                                       |                                                       |                                                       |                                                       |                                                           |                                                           |                                                           |                                                           |                                                           |                                                           |                                                          |                                                          |  |  |                                                       |                                                       |                                                       |                                                       |                                                       |                                                       |  |  |                                                |                                                |                                                |                                                |                                                |                                                |  |  |                                                                       |                                                                       |                                                                       |                                                                       |                                                                       |                                                                       |
| Maria Breunner-Enkevoirth (1856–1929)                  | Maria Breunner-Enkevoirth (1856–1929)                  | Maria Breunner-Enkevoirth (1856–1929)                  | Maria Breunner-Enkevoirth (1856–1929)                  | Maria Breunner-Enkevoirth (1856–1929)                  | Maria Breunner-Enkevoirth (1856–1929)                  |  |  | Wiktor II Amadeusz von Ratibor (1847–1923)    | Wiktor II Amadeusz von Ratibor (1847–1923)    | Wiktor II Amadeusz von Ratibor (1847–1923)    | Wiktor II Amadeusz von Ratibor (1847–1923)    | Wiktor II Amadeusz von Ratibor (1847–1923)    | Wiktor II Amadeusz von Ratibor (1847–1923)    |  |  | Maria (1854–1928)                                         | Maria (1854–1928)                                         | Maria (1854–1928)                                         | Maria (1854–1928)                                         | Maria (1854–1928)                                         | Maria (1854–1928)                                         |  |  | Maria-Amelia (1888–1956)                                         | Maria-Amelia (1888–1956)                                         | Maria-Amelia (1888–1956)                                         | Maria-Amelia (1888–1956)                                         | Maria-Amelia (1888–1956)                                         | Maria-Amelia (1888–1956)                                         |                                                |                                                | Rudolf Alojzy Hoyos (1863–1940)                       | Rudolf Alojzy Hoyos (1863–1940)                       | Rudolf Alojzy Hoyos (1863–1940)                       | Rudolf Alojzy Hoyos (1863–1940)                       | Rudolf Alojzy Hoyos (1863–1940)                       | Rudolf Alojzy Hoyos (1863–1940)                       |                                                           |                                                           | Egon (1886–1939)                                          | Egon (1886–1939)                                          | Egon (1886–1939)                                          | Egon (1886–1939)                                          | Egon (1886–1939)                                         | Egon (1886–1939)                                         |  |  | Franciszka Grimaud d'Orsay (1857–1919)                | Franciszka Grimaud d'Orsay (1857–1919)                | Franciszka Grimaud d'Orsay (1857–1919)                | Franciszka Grimaud d'Orsay (1857–1919)                | Franciszka Grimaud d'Orsay (1857–1919)                | Franciszka Grimaud d'Orsay (1857–1919)                |  |  | Maksymilian Karol (1856–1924)                  | Maksymilian Karol (1856–1924)                  | Maksymilian Karol (1856–1924)                  | Maksymilian Karol (1856–1924)                  | Maksymilian Karol (1856–1924)                  | Maksymilian Karol (1856–1924)                  |  |  | Małgorzata (1863–1940)                                                | Małgorzata (1863–1940)                                                | Małgorzata (1863–1940)                                                | Małgorzata (1863–1940)                                                | Małgorzata (1863–1940)                                                | Małgorzata (1863–1940)                                                |
| Maria Breunner-Enkevoirth (1856–1929)                  | Maria Breunner-Enkevoirth (1856–1929)                  | Maria Breunner-Enkevoirth (1856–1929)                  | Maria Breunner-Enkevoirth (1856–1929)                  | Maria Breunner-Enkevoirth (1856–1929)                  | Maria Breunner-Enkevoirth (1856–1929)                  |  |  | Wiktor II Amadeusz von Ratibor (1847–1923)    | Wiktor II Amadeusz von Ratibor (1847–1923)    | Wiktor II Amadeusz von Ratibor (1847–1923)    | Wiktor II Amadeusz von Ratibor (1847–1923)    | Wiktor II Amadeusz von Ratibor (1847–1923)    | Wiktor II Amadeusz von Ratibor (1847–1923)    |  |  | Maria (1854–1928)                                         | Maria (1854–1928)                                         | Maria (1854–1928)                                         | Maria (1854–1928)                                         | Maria (1854–1928)                                         | Maria (1854–1928)                                         |  |  | Maria-Amelia (1888–1956)                                         | Maria-Amelia (1888–1956)                                         | Maria-Amelia (1888–1956)                                         | Maria-Amelia (1888–1956)                                         | Maria-Amelia (1888–1956)                                         | Maria-Amelia (1888–1956)                                         |                                                |                                                | Rudolf Alojzy Hoyos (1863–1940)                       | Rudolf Alojzy Hoyos (1863–1940)                       | Rudolf Alojzy Hoyos (1863–1940)                       | Rudolf Alojzy Hoyos (1863–1940)                       | Rudolf Alojzy Hoyos (1863–1940)                       | Rudolf Alojzy Hoyos (1863–1940)                       |                                                           |                                                           | Egon (1886–1939)                                          | Egon (1886–1939)                                          | Egon (1886–1939)                                          | Egon (1886–1939)                                          | Egon (1886–1939)                                         | Egon (1886–1939)                                         |  |  | Franciszka Grimaud d'Orsay (1857–1919)                | Franciszka Grimaud d'Orsay (1857–1919)                | Franciszka Grimaud d'Orsay (1857–1919)                | Franciszka Grimaud d'Orsay (1857–1919)                | Franciszka Grimaud d'Orsay (1857–1919)                | Franciszka Grimaud d'Orsay (1857–1919)                |  |  | Maksymilian Karol (1856–1924)                  | Maksymilian Karol (1856–1924)                  | Maksymilian Karol (1856–1924)                  | Maksymilian Karol (1856–1924)                  | Maksymilian Karol (1856–1924)                  | Maksymilian Karol (1856–1924)                  |  |  | Małgorzata (1863–1940)                                                | Małgorzata (1863–1940)                                                | Małgorzata (1863–1940)                                                | Małgorzata (1863–1940)                                                | Małgorzata (1863–1940)                                                | Małgorzata (1863–1940)                                                |
|                                                        |                                                        |                                                        |                                                        |                                                        |                                                        |  |  |                                               |                                               |                                               |                                               |                                               |                                               |  |  |                                                           |                                                           |                                                           |                                                           |                                                           |                                                           |  |  |                                                                  |                                                                  |                                                                  |                                                                  |                                                                  |                                                                  |                                                |                                                |                                                       |                                                       |                                                       |                                                       |                                                       |                                                       |                                                           |                                                           |                                                           |                                                           |                                                           |                                                           |                                                          |                                                          |  |  |                                                       |                                                       |                                                       |                                                       |                                                       |                                                       |  |  |                                                |                                                |                                                |                                                |                                                |                                                |  |  |                                                                       |                                                                       |                                                                       |                                                                       |                                                                       |                                                                       |
|                                                        |                                                        |                                                        |                                                        |                                                        |                                                        |  |  |                                               |                                               |                                               |                                               |                                               |                                               |  |  |                                                           |                                                           |                                                           |                                                           |                                                           |                                                           |  |  |                                                                  |                                                                  |                                                                  |                                                                  |                                                                  |                                                                  |                                                |                                                |                                                       |                                                       |                                                       |                                                       |                                                       |                                                       |                                                           |                                                           |                                                           |                                                           |                                                           |                                                           |                                                          |                                                          |  |  |                                                       |                                                       |                                                       |                                                       |                                                       |                                                       |  |  |                                                |                                                |                                                |                                                |                                                |                                                |  |  |                                                                       |                                                                       |                                                                       |                                                                       |                                                                       |                                                                       |
| Maria Gabriela zu Windisch-Grätz (1898–1992)           | Maria Gabriela zu Windisch-Grätz (1898–1992)           | Maria Gabriela zu Windisch-Grätz (1898–1992)           | Maria Gabriela zu Windisch-Grätz (1898–1992)           | Maria Gabriela zu Windisch-Grätz (1898–1992)           | Maria Gabriela zu Windisch-Grätz (1898–1992)           |  |  | Hans Konstantyn (1882–1948)                   | Hans Konstantyn (1882–1948)                   | Hans Konstantyn (1882–1948)                   | Hans Konstantyn (1882–1948)                   | Hans Konstantyn (1882–1948)                   | Hans Konstantyn (1882–1948)                   |  |  | Agata Karolina (1888–1960)                                | Agata Karolina (1888–1960)                                | Agata Karolina (1888–1960)                                | Agata Karolina (1888–1960)                                | Agata Karolina (1888–1960)                                | Agata Karolina (1888–1960)                                |  |  | Friedrich Wilhelm Wiktor Hohenzollern (1880–1925)                | Friedrich Wilhelm Wiktor Hohenzollern (1880–1925)                | Friedrich Wilhelm Wiktor Hohenzollern (1880–1925)                | Friedrich Wilhelm Wiktor Hohenzollern (1880–1925)                | Friedrich Wilhelm Wiktor Hohenzollern (1880–1925)                | Friedrich Wilhelm Wiktor Hohenzollern (1880–1925)                |                                                |                                                | Luiza (1893–1893)                                     | Luiza (1893–1893)                                     | Luiza (1893–1893)                                     | Luiza (1893–1893)                                     | Luiza (1893–1893)                                     | Luiza (1893–1893)                                     |                                                           |                                                           | Maurycy Franciszek (1890–1972)                            | Maurycy Franciszek (1890–1972)                            | Maurycy Franciszek (1890–1972)                            | Maurycy Franciszek (1890–1972)                            | Maurycy Franciszek (1890–1972)                           | Maurycy Franciszek (1890–1972)                           |  |  | Elżebieta Puschner (1898–1968)                        | Elżebieta Puschner (1898–1968)                        | Elżebieta Puschner (1898–1968)                        | Elżebieta Puschner (1898–1968)                        | Elżebieta Puschner (1898–1968)                        | Elżebieta Puschner (1898–1968)                        |  |  | Maria Teresa (1896–1966)                       | Maria Teresa (1896–1966)                       | Maria Teresa (1896–1966)                       | Maria Teresa (1896–1966)                       | Maria Teresa (1896–1966)                       | Maria Teresa (1896–1966)                       |  |  | Hugo von Reischach (??–1934)                                          | Hugo von Reischach (??–1934)                                          | Hugo von Reischach (??–1934)                                          | Hugo von Reischach (??–1934)                                          | Hugo von Reischach (??–1934)                                          | Hugo von Reischach (??–1934)                                          |
| Maria Gabriela zu Windisch-Grätz (1898–1992)           | Maria Gabriela zu Windisch-Grätz (1898–1992)           | Maria Gabriela zu Windisch-Grätz (1898–1992)           | Maria Gabriela zu Windisch-Grätz (1898–1992)           | Maria Gabriela zu Windisch-Grätz (1898–1992)           | Maria Gabriela zu Windisch-Grätz (1898–1992)           |  |  | Hans Konstantyn (1882–1948)                   | Hans Konstantyn (1882–1948)                   | Hans Konstantyn (1882–1948)                   | Hans Konstantyn (1882–1948)                   | Hans Konstantyn (1882–1948)                   | Hans Konstantyn (1882–1948)                   |  |  | Agata Karolina (1888–1960)                                | Agata Karolina (1888–1960)                                | Agata Karolina (1888–1960)                                | Agata Karolina (1888–1960)                                | Agata Karolina (1888–1960)                                | Agata Karolina (1888–1960)                                |  |  | Friedrich Wilhelm Wiktor Hohenzollern (1880–1925)                | Friedrich Wilhelm Wiktor Hohenzollern (1880–1925)                | Friedrich Wilhelm Wiktor Hohenzollern (1880–1925)                | Friedrich Wilhelm Wiktor Hohenzollern (1880–1925)                | Friedrich Wilhelm Wiktor Hohenzollern (1880–1925)                | Friedrich Wilhelm Wiktor Hohenzollern (1880–1925)                |                                                |                                                | Luiza (1893–1893)                                     | Luiza (1893–1893)                                     | Luiza (1893–1893)                                     | Luiza (1893–1893)                                     | Luiza (1893–1893)                                     | Luiza (1893–1893)                                     |                                                           |                                                           | Maurycy Franciszek (1890–1972)                            | Maurycy Franciszek (1890–1972)                            | Maurycy Franciszek (1890–1972)                            | Maurycy Franciszek (1890–1972)                            | Maurycy Franciszek (1890–1972)                           | Maurycy Franciszek (1890–1972)                           |  |  | Elżebieta Puschner (1898–1968)                        | Elżebieta Puschner (1898–1968)                        | Elżebieta Puschner (1898–1968)                        | Elżebieta Puschner (1898–1968)                        | Elżebieta Puschner (1898–1968)                        | Elżebieta Puschner (1898–1968)                        |  |  | Maria Teresa (1896–1966)                       | Maria Teresa (1896–1966)                       | Maria Teresa (1896–1966)                       | Maria Teresa (1896–1966)                       | Maria Teresa (1896–1966)                       | Maria Teresa (1896–1966)                       |  |  | Hugo von Reischach (??–1934)                                          | Hugo von Reischach (??–1934)                                          | Hugo von Reischach (??–1934)                                          | Hugo von Reischach (??–1934)                                          | Hugo von Reischach (??–1934)                                          | Hugo von Reischach (??–1934)                                          |
|                                                        |                                                        |                                                        |                                                        |                                                        |                                                        |  |  |                                               |                                               |                                               |                                               |                                               |                                               |  |  |                                                           |                                                           |                                                           |                                                           |                                                           |                                                           |  |  |                                                                  |                                                                  |                                                                  |                                                                  |                                                                  |                                                                  |                                                |                                                |                                                       |                                                       |                                                       |                                                       |                                                       |                                                       |                                                           |                                                           |                                                           |                                                           |                                                           |                                                           |                                                          |                                                          |  |  |                                                       |                                                       |                                                       |                                                       |                                                       |                                                       |  |  |                                                |                                                |                                                |                                                |                                                |                                                |  |  |                                                                       |                                                                       |                                                                       |                                                                       |                                                                       |                                                                       |
|                                                        |                                                        |                                                        |                                                        |                                                        |                                                        |  |  |                                               |                                               |                                               |                                               |                                               |                                               |  |  |                                                           |                                                           |                                                           |                                                           |                                                           |                                                           |  |  |                                                                  |                                                                  |                                                                  |                                                                  |                                                                  |                                                                  |                                                |                                                |                                                       |                                                       |                                                       |                                                       |                                                       |                                                       |                                                           |                                                           |                                                           |                                                           |                                                           |                                                           |                                                          |                                                          |  |  |                                                       |                                                       |                                                       |                                                       |                                                       |                                                       |  |  |                                                |                                                |                                                |                                                |                                                |                                                |  |  |                                                                       |                                                                       |                                                                       |                                                                       |                                                                       |                                                                       |
| Wiktor IV Albrecht von Ratibor (1916–1939)             | Wiktor IV Albrecht von Ratibor (1916–1939)             | Wiktor IV Albrecht von Ratibor (1916–1939)             | Wiktor IV Albrecht von Ratibor (1916–1939)             | Wiktor IV Albrecht von Ratibor (1916–1939)             | Wiktor IV Albrecht von Ratibor (1916–1939)             |  |  | Małgorzata Eleonora (1894–1973)               | Małgorzata Eleonora (1894–1973)               | Małgorzata Eleonora (1894–1973)               | Małgorzata Eleonora (1894–1973)               | Małgorzata Eleonora (1894–1973)               | Małgorzata Eleonora (1894–1973)               |  |  | Wiktor III August von Ratibor (1879–1945)                 | Wiktor III August von Ratibor (1879–1945)                 | Wiktor III August von Ratibor (1879–1945)                 | Wiktor III August von Ratibor (1879–1945)                 | Wiktor III August von Ratibor (1879–1945)                 | Wiktor III August von Ratibor (1879–1945)                 |  |  | Elżbieta zu Öttingen-Öttingen und Öttingen-Spielberg (1896–1976) | Elżbieta zu Öttingen-Öttingen und Öttingen-Spielberg (1896–1976) | Elżbieta zu Öttingen-Öttingen und Öttingen-Spielberg (1896–1976) | Elżbieta zu Öttingen-Öttingen und Öttingen-Spielberg (1896–1976) | Elżbieta zu Öttingen-Öttingen und Öttingen-Spielberg (1896–1976) | Elżbieta zu Öttingen-Öttingen und Öttingen-Spielberg (1896–1976) |                                                |                                                | Aleksander (1894–1915)                                | Aleksander (1894–1915)                                | Aleksander (1894–1915)                                | Aleksander (1894–1915)                                | Aleksander (1894–1915)                                | Aleksander (1894–1915)                                |                                                           |                                                           | Elżbieta (1922)                                           | Elżbieta (1922)                                           | Elżbieta (1922)                                           | Elżbieta (1922)                                           | Elżbieta (1922)                                          | Elżbieta (1922)                                          |  |  | Ernest Zobel (1917–1972)                              | Ernest Zobel (1917–1972)                              | Ernest Zobel (1917–1972)                              | Ernest Zobel (1917–1972)                              | Ernest Zobel (1917–1972)                              | Ernest Zobel (1917–1972)                              |  |  | Henry Leonhard (1903–??)                       | Henry Leonhard (1903–??)                       | Henry Leonhard (1903–??)                       | Henry Leonhard (1903–??)                       | Henry Leonhard (1903–??)                       | Henry Leonhard (1903–??)                       |  |  | Francisco Lopez de Carrizosa y Girona (1896–1938)                     | Francisco Lopez de Carrizosa y Girona (1896–1938)                     | Francisco Lopez de Carrizosa y Girona (1896–1938)                     | Francisco Lopez de Carrizosa y Girona (1896–1938)                     | Francisco Lopez de Carrizosa y Girona (1896–1938)                     | Francisco Lopez de Carrizosa y Girona (1896–1938)                     |
| Wiktor IV Albrecht von Ratibor (1916–1939)             | Wiktor IV Albrecht von Ratibor (1916–1939)             | Wiktor IV Albrecht von Ratibor (1916–1939)             | Wiktor IV Albrecht von Ratibor (1916–1939)             | Wiktor IV Albrecht von Ratibor (1916–1939)             | Wiktor IV Albrecht von Ratibor (1916–1939)             |  |  | Małgorzata Eleonora (1894–1973)               | Małgorzata Eleonora (1894–1973)               | Małgorzata Eleonora (1894–1973)               | Małgorzata Eleonora (1894–1973)               | Małgorzata Eleonora (1894–1973)               | Małgorzata Eleonora (1894–1973)               |  |  | Wiktor III August von Ratibor (1879–1945)                 | Wiktor III August von Ratibor (1879–1945)                 | Wiktor III August von Ratibor (1879–1945)                 | Wiktor III August von Ratibor (1879–1945)                 | Wiktor III August von Ratibor (1879–1945)                 | Wiktor III August von Ratibor (1879–1945)                 |  |  |                                                                  | Elżbieta zu Öttingen-Öttingen und Öttingen-Spielberg (1896–1976) | Elżbieta zu Öttingen-Öttingen und Öttingen-Spielberg (1896–1976) | Elżbieta zu Öttingen-Öttingen und Öttingen-Spielberg (1896–1976) | Elżbieta zu Öttingen-Öttingen und Öttingen-Spielberg (1896–1976) | Elżbieta zu Öttingen-Öttingen und Öttingen-Spielberg (1896–1976) |                                                |                                                | Aleksander (1894–1915)                                | Aleksander (1894–1915)                                | Aleksander (1894–1915)                                | Aleksander (1894–1915)                                | Aleksander (1894–1915)                                | Aleksander (1894–1915)                                |                                                           |                                                           | Elżbieta (1922)                                           | Elżbieta (1922)                                           | Elżbieta (1922)                                           | Elżbieta (1922)                                           | Elżbieta (1922)                                          | Elżbieta (1922)                                          |  |  | Ernest Zobel (1917–1972)                              | Ernest Zobel (1917–1972)                              | Ernest Zobel (1917–1972)                              | Ernest Zobel (1917–1972)                              | Ernest Zobel (1917–1972)                              | Ernest Zobel (1917–1972)                              |  |  | Henry Leonhard (1903–??)                       | Henry Leonhard (1903–??)                       | Henry Leonhard (1903–??)                       | Henry Leonhard (1903–??)                       | Henry Leonhard (1903–??)                       | Henry Leonhard (1903–??)                       |  |  | Francisco Lopez de Carrizosa y Girona (1896–1938)                     | Francisco Lopez de Carrizosa y Girona (1896–1938)                     | Francisco Lopez de Carrizosa y Girona (1896–1938)                     | Francisco Lopez de Carrizosa y Girona (1896–1938)                     | Francisco Lopez de Carrizosa y Girona (1896–1938)                     | Francisco Lopez de Carrizosa y Girona (1896–1938)                     |
|                                                        |                                                        |                                                        |                                                        |                                                        |                                                        |  |  |                                               |                                               |                                               |                                               |                                               |                                               |  |  |                                                           |                                                           |                                                           |                                                           |                                                           |                                                           |  |  |                                                                  |                                                                  |                                                                  |                                                                  |                                                                  |                                                                  |                                                |                                                |                                                       |                                                       |                                                       |                                                       |                                                       |                                                       |                                                           |                                                           |                                                           |                                                           |                                                           |                                                           |                                                          |                                                          |  |  |                                                       |                                                       |                                                       |                                                       |                                                       |                                                       |  |  |                                                |                                                |                                                |                                                |                                                |                                                |  |  |                                                                       |                                                                       |                                                                       |                                                                       |                                                                       |                                                                       |
|                                                        |                                                        |                                                        |                                                        |                                                        |                                                        |  |  |                                               |                                               |                                               |                                               |                                               |                                               |  |  |                                                           |                                                           |                                                           |                                                           |                                                           |                                                           |  |  |                                                                  |                                                                  |                                                                  |                                                                  |                                                                  |                                                                  |                                                |                                                |                                                       |                                                       |                                                       |                                                       |                                                       |                                                       |                                                           |                                                           |                                                           |                                                           |                                                           |                                                           |                                                          |                                                          |  |  |                                                       |                                                       |                                                       |                                                       |                                                       |                                                       |  |  |                                                |                                                |                                                |                                                |                                                |                                                |  |  |                                                                       |                                                                       |                                                                       |                                                                       |                                                                       |                                                                       |
| Edmondo Lasalle y Garcia Mayen (??–1975)               | Edmondo Lasalle y Garcia Mayen (??–1975)               | Edmondo Lasalle y Garcia Mayen (??–1975)               | Edmondo Lasalle y Garcia Mayen (??–1975)               | Edmondo Lasalle y Garcia Mayen (??–1975)               | Edmondo Lasalle y Garcia Mayen (??–1975)               |  |  | Maria Agata (1911–1971) rozwód w 1951         | Maria Agata (1911–1971) rozwód w 1951         | Maria Agata (1911–1971) rozwód w 1951         | Maria Agata (1911–1971) rozwód w 1951         | Maria Agata (1911–1971) rozwód w 1951         | Maria Agata (1911–1971) rozwód w 1951         |  |  | Zofia Agata (1912–1981)                                   | Zofia Agata (1912–1981)                                   | Zofia Agata (1912–1981)                                   | Zofia Agata (1912–1981)                                   | Zofia Agata (1912–1981)                                   | Zofia Agata (1912–1981)                                   |  |  | Friedrich III Leopold Praschma (1900–2000)                       | Friedrich III Leopold Praschma (1900–2000)                       | Friedrich III Leopold Praschma (1900–2000)                       | Friedrich III Leopold Praschma (1900–2000)                       | Friedrich III Leopold Praschma (1900–2000)                       | Friedrich III Leopold Praschma (1900–2000)                       |                                                |                                                | Adela von Caro (1899–1974) rozwód w 1925              | Adela von Caro (1899–1974) rozwód w 1925              | Adela von Caro (1899–1974) rozwód w 1925              | Adela von Caro (1899–1974) rozwód w 1925              | Adela von Caro (1899–1974) rozwód w 1925              | Adela von Caro (1899–1974) rozwód w 1925              |                                                           |                                                           | Ernest Paweł (1891–1947)                                  | Ernest Paweł (1891–1947)                                  | Ernest Paweł (1891–1947)                                  | Ernest Paweł (1891–1947)                                  | Ernest Paweł (1891–1947)                                 | Ernest Paweł (1891–1947)                                 |  |  | Consuelo Eyre (1909–1985)                             | Consuelo Eyre (1909–1985)                             | Consuelo Eyre (1909–1985)                             | Consuelo Eyre (1909–1985)                             | Consuelo Eyre (1909–1985)                             | Consuelo Eyre (1909–1985)                             |  |  | Wiktoria Luiza (1893–1982)                     | Wiktoria Luiza (1893–1982)                     | Wiktoria Luiza (1893–1982)                     | Wiktoria Luiza (1893–1982)                     | Wiktoria Luiza (1893–1982)                     | Wiktoria Luiza (1893–1982)                     |  |  | José Elduayen y Ximenez de Sandoval (1893–1954)                       | José Elduayen y Ximenez de Sandoval (1893–1954)                       | José Elduayen y Ximenez de Sandoval (1893–1954)                       | José Elduayen y Ximenez de Sandoval (1893–1954)                       | José Elduayen y Ximenez de Sandoval (1893–1954)                       | José Elduayen y Ximenez de Sandoval (1893–1954)                       |
| Edmondo Lasalle y Garcia Mayen (??–1975)               | Edmondo Lasalle y Garcia Mayen (??–1975)               | Edmondo Lasalle y Garcia Mayen (??–1975)               | Edmondo Lasalle y Garcia Mayen (??–1975)               | Edmondo Lasalle y Garcia Mayen (??–1975)               | Edmondo Lasalle y Garcia Mayen (??–1975)               |  |  | Maria Agata (1911–1971) rozwód w 1951         | Maria Agata (1911–1971) rozwód w 1951         | Maria Agata (1911–1971) rozwód w 1951         | Maria Agata (1911–1971) rozwód w 1951         | Maria Agata (1911–1971) rozwód w 1951         | Maria Agata (1911–1971) rozwód w 1951         |  |  | Zofia Agata (1912–1981)                                   | Zofia Agata (1912–1981)                                   | Zofia Agata (1912–1981)                                   | Zofia Agata (1912–1981)                                   | Zofia Agata (1912–1981)                                   | Zofia Agata (1912–1981)                                   |  |  | Friedrich III Leopold Praschma (1900–2000)                       | Friedrich III Leopold Praschma (1900–2000)                       | Friedrich III Leopold Praschma (1900–2000)                       | Friedrich III Leopold Praschma (1900–2000)                       | Friedrich III Leopold Praschma (1900–2000)                       | Friedrich III Leopold Praschma (1900–2000)                       |                                                |                                                | Adela von Caro (1899–1974) rozwód w 1925              | Adela von Caro (1899–1974) rozwód w 1925              | Adela von Caro (1899–1974) rozwód w 1925              | Adela von Caro (1899–1974) rozwód w 1925              | Adela von Caro (1899–1974) rozwód w 1925              | Adela von Caro (1899–1974) rozwód w 1925              |                                                           |                                                           | Ernest Paweł (1891–1947)                                  | Ernest Paweł (1891–1947)                                  | Ernest Paweł (1891–1947)                                  | Ernest Paweł (1891–1947)                                  | Ernest Paweł (1891–1947)                                 | Ernest Paweł (1891–1947)                                 |  |  |                                                       | Consuelo Eyre (1909–1985)                             | Consuelo Eyre (1909–1985)                             | Consuelo Eyre (1909–1985)                             | Consuelo Eyre (1909–1985)                             | Consuelo Eyre (1909–1985)                             |  |  | Wiktoria Luiza (1893–1982)                     | Wiktoria Luiza (1893–1982)                     | Wiktoria Luiza (1893–1982)                     | Wiktoria Luiza (1893–1982)                     | Wiktoria Luiza (1893–1982)                     | Wiktoria Luiza (1893–1982)                     |  |  | José Elduayen y Ximenez de Sandoval (1893–1954)                       | José Elduayen y Ximenez de Sandoval (1893–1954)                       | José Elduayen y Ximenez de Sandoval (1893–1954)                       | José Elduayen y Ximenez de Sandoval (1893–1954)                       | José Elduayen y Ximenez de Sandoval (1893–1954)                       | José Elduayen y Ximenez de Sandoval (1893–1954)                       |
|                                                        |                                                        |                                                        |                                                        |                                                        |                                                        |  |  |                                               |                                               |                                               |                                               |                                               |                                               |  |  |                                                           |                                                           |                                                           |                                                           |                                                           |                                                           |  |  |                                                                  |                                                                  |                                                                  |                                                                  |                                                                  |                                                                  |                                                |                                                |                                                       |                                                       |                                                       |                                                       |                                                       |                                                       |                                                           |                                                           |                                                           |                                                           |                                                           |                                                           |                                                          |                                                          |  |  |                                                       |                                                       |                                                       |                                                       |                                                       |                                                       |  |  |                                                |                                                |                                                |                                                |                                                |                                                |  |  |                                                                       |                                                                       |                                                                       |                                                                       |                                                                       |                                                                       |
| Assunta Calice (1977)>                                 | Assunta Calice (1977)>                                 | Assunta Calice (1977)>                                 | Assunta Calice (1977)>                                 | Assunta Calice (1977)>                                 | Assunta Calice (1977)>                                 |  |  | Eleonora Maria (1914–1993)                    | Eleonora Maria (1914–1993)                    | Eleonora Maria (1914–1993)                    | Eleonora Maria (1914–1993)                    | Eleonora Maria (1914–1993)                    | Eleonora Maria (1914–1993)                    |  |  | Klementyna Gabriela (1918) rozwód w 1948                  | Klementyna Gabriela (1918) rozwód w 1948                  | Klementyna Gabriela (1918) rozwód w 1948                  | Klementyna Gabriela (1918) rozwód w 1948                  | Klementyna Gabriela (1918) rozwód w 1948                  | Klementyna Gabriela (1918) rozwód w 1948                  |  |  | Anton von Croÿ (1909–1976)</small                                | Anton von Croÿ (1909–1976)</small                                | Anton von Croÿ (1909–1976)</small                                | Anton von Croÿ (1909–1976)</small                                | Anton von Croÿ (1909–1976)</small                                | Anton von Croÿ (1909–1976)</small                                |                                                |                                                | Fernando José Kreis-Ghana (1954)                      | Fernando José Kreis-Ghana (1954)                      | Fernando José Kreis-Ghana (1954)                      | Fernando José Kreis-Ghana (1954)                      | Fernando José Kreis-Ghana (1954)                      | Fernando José Kreis-Ghana (1954)                      |                                                           |                                                           | Egon Maria (1923–1989)                                    | Egon Maria (1923–1989)                                    | Egon Maria (1923–1989)                                    | Egon Maria (1923–1989)                                    | Egon Maria (1923–1989)                                   | Egon Maria (1923–1989)                                   |  |  | Irmela Leutrum von Ertringen (1937)                   | Irmela Leutrum von Ertringen (1937)                   | Irmela Leutrum von Ertringen (1937)                   | Irmela Leutrum von Ertringen (1937)                   | Irmela Leutrum von Ertringen (1937)                   | Irmela Leutrum von Ertringen (1937)                   |  |  | Małgorzata Maria (1894–1940)                   | Małgorzata Maria (1894–1940)                   | Małgorzata Maria (1894–1940)                   | Małgorzata Maria (1894–1940)                   | Małgorzata Maria (1894–1940)                   | Małgorzata Maria (1894–1940)                   |  |  | Maksymilian von Galen (1892–1960)                                     | Maksymilian von Galen (1892–1960)                                     | Maksymilian von Galen (1892–1960)                                     | Maksymilian von Galen (1892–1960)                                     | Maksymilian von Galen (1892–1960)                                     | Maksymilian von Galen (1892–1960)                                     |
| Assunta Calice (1977)>                                 | Assunta Calice (1977)>                                 | Assunta Calice (1977)>                                 | Assunta Calice (1977)>                                 | Assunta Calice (1977)>                                 | Assunta Calice (1977)>                                 |  |  | Eleonora Maria (1914–1993)                    | Eleonora Maria (1914–1993)                    | Eleonora Maria (1914–1993)                    | Eleonora Maria (1914–1993)                    | Eleonora Maria (1914–1993)                    | Eleonora Maria (1914–1993)                    |  |  | Klementyna Gabriela (1918) rozwód w 1948                  | Klementyna Gabriela (1918) rozwód w 1948                  | Klementyna Gabriela (1918) rozwód w 1948                  | Klementyna Gabriela (1918) rozwód w 1948                  | Klementyna Gabriela (1918) rozwód w 1948                  | Klementyna Gabriela (1918) rozwód w 1948                  |  |  | Anton von Croÿ (1909–1976)</small                                | Anton von Croÿ (1909–1976)</small                                | Anton von Croÿ (1909–1976)</small                                | Anton von Croÿ (1909–1976)</small                                | Anton von Croÿ (1909–1976)</small                                | Anton von Croÿ (1909–1976)</small                                |                                                |                                                | Fernando José Kreis-Ghana (1954)                      | Fernando José Kreis-Ghana (1954)                      | Fernando José Kreis-Ghana (1954)                      | Fernando José Kreis-Ghana (1954)                      | Fernando José Kreis-Ghana (1954)                      | Fernando José Kreis-Ghana (1954)                      |                                                           |                                                           |                                                           | Egon Maria (1923–1989)                                    | Egon Maria (1923–1989)                                    | Egon Maria (1923–1989)                                    | Egon Maria (1923–1989)                                   | Egon Maria (1923–1989)                                   |  |  | Irmela Leutrum von Ertringen (1937)                   | Irmela Leutrum von Ertringen (1937)                   | Irmela Leutrum von Ertringen (1937)                   | Irmela Leutrum von Ertringen (1937)                   | Irmela Leutrum von Ertringen (1937)                   | Irmela Leutrum von Ertringen (1937)                   |  |  | Małgorzata Maria (1894–1940)                   | Małgorzata Maria (1894–1940)                   | Małgorzata Maria (1894–1940)                   | Małgorzata Maria (1894–1940)                   | Małgorzata Maria (1894–1940)                   | Małgorzata Maria (1894–1940)                   |  |  | Maksymilian von Galen (1892–1960)                                     | Maksymilian von Galen (1892–1960)                                     | Maksymilian von Galen (1892–1960)                                     | Maksymilian von Galen (1892–1960)                                     | Maksymilian von Galen (1892–1960)                                     | Maksymilian von Galen (1892–1960)                                     |
|                                                        |                                                        |                                                        |                                                        |                                                        |                                                        |  |  |                                               |                                               |                                               |                                               |                                               |                                               |  |  |                                                           |                                                           |                                                           |                                                           |                                                           |                                                           |  |  |                                                                  |                                                                  |                                                                  |                                                                  |                                                                  |                                                                  |                                                |                                                |                                                       |                                                       |                                                       |                                                       |                                                       |                                                       |                                                           |                                                           |                                                           |                                                           |                                                           |                                                           |                                                          |                                                          |  |  |                                                       |                                                       |                                                       |                                                       |                                                       |                                                       |  |  |                                                |                                                |                                                |                                                |                                                |                                                |  |  |                                                                       |                                                                       |                                                                       |                                                                       |                                                                       |                                                                       |
|                                                        |                                                        |                                                        |                                                        |                                                        |                                                        |  |  |                                               |                                               |                                               |                                               |                                               |                                               |  |  |                                                           |                                                           |                                                           |                                                           |                                                           |                                                           |  |  |                                                                  |                                                                  |                                                                  |                                                                  |                                                                  |                                                                  |                                                |                                                |                                                       |                                                       |                                                       |                                                       |                                                       |                                                       |                                                           |                                                           |                                                           |                                                           |                                                           |                                                           |                                                          |                                                          |  |  |                                                       |                                                       |                                                       |                                                       |                                                       |                                                       |  |  |                                                |                                                |                                                |                                                |                                                |                                                |  |  |                                                                       |                                                                       |                                                                       |                                                                       |                                                                       |                                                                       |
| Filip Stanisław (1976)                                 | Filip Stanisław (1976)                                 | Filip Stanisław (1976)                                 | Filip Stanisław (1976)                                 | Filip Stanisław (1976)                                 | Filip Stanisław (1976)                                 |  |  | Franciszek I Albrecht von Ratibor (1920–2009) | Franciszek I Albrecht von Ratibor (1920–2009) | Franciszek I Albrecht von Ratibor (1920–2009) | Franciszek I Albrecht von Ratibor (1920–2009) | Franciszek I Albrecht von Ratibor (1920–2009) | Franciszek I Albrecht von Ratibor (1920–2009) |  |  | Izabella zu Salm-Reifferscheidt-Krautheim und Dyck (1939) | Izabella zu Salm-Reifferscheidt-Krautheim und Dyck (1939) | Izabella zu Salm-Reifferscheidt-Krautheim und Dyck (1939) | Izabella zu Salm-Reifferscheidt-Krautheim und Dyck (1939) | Izabella zu Salm-Reifferscheidt-Krautheim und Dyck (1939) | Izabella zu Salm-Reifferscheidt-Krautheim und Dyck (1939) |  |  | Stefan Aloysius (1968)                                           | Stefan Aloysius (1968)                                           | Stefan Aloysius (1968)                                           | Stefan Aloysius (1968)                                           | Stefan Aloysius (1968)                                           | Stefan Aloysius (1968)                                           |                                                |                                                | Andrea Huberta (1960)                                 | Andrea Huberta (1960)                                 | Andrea Huberta (1960)                                 | Andrea Huberta (1960)                                 | Andrea Huberta (1960)                                 | Andrea Huberta (1960)                                 |                                                           |                                                           | Mikołaj Aleksander (1962)                                 | Mikołaj Aleksander (1962)                                 | Mikołaj Aleksander (1962)                                 | Mikołaj Aleksander (1962)                                 | Mikołaj Aleksander (1962)                                | Mikołaj Aleksander (1962)                                |  |  | Jeanette Kraehe (1966)                                | Jeanette Kraehe (1966)                                | Jeanette Kraehe (1966)                                | Jeanette Kraehe (1966)                                | Jeanette Kraehe (1966)                                | Jeanette Kraehe (1966)                                |  |  | Elżbieta Karolina (1895–1962)                  | Elżbieta Karolina (1895–1962)                  | Elżbieta Karolina (1895–1962)                  | Elżbieta Karolina (1895–1962)                  | Elżbieta Karolina (1895–1962)                  | Elżbieta Karolina (1895–1962)                  |  |  | Ernest von Wolkenstein (1879–1955)                                    | Ernest von Wolkenstein (1879–1955)                                    | Ernest von Wolkenstein (1879–1955)                                    | Ernest von Wolkenstein (1879–1955)                                    | Ernest von Wolkenstein (1879–1955)                                    | Ernest von Wolkenstein (1879–1955)                                    |
| Filip Stanisław (1976)                                 | Filip Stanisław (1976)                                 | Filip Stanisław (1976)                                 | Filip Stanisław (1976)                                 | Filip Stanisław (1976)                                 | Filip Stanisław (1976)                                 |  |  | Franciszek I Albrecht von Ratibor (1920–2009) | Franciszek I Albrecht von Ratibor (1920–2009) | Franciszek I Albrecht von Ratibor (1920–2009) | Franciszek I Albrecht von Ratibor (1920–2009) | Franciszek I Albrecht von Ratibor (1920–2009) | Franciszek I Albrecht von Ratibor (1920–2009) |  |  | Izabella zu Salm-Reifferscheidt-Krautheim und Dyck (1939) | Izabella zu Salm-Reifferscheidt-Krautheim und Dyck (1939) | Izabella zu Salm-Reifferscheidt-Krautheim und Dyck (1939) | Izabella zu Salm-Reifferscheidt-Krautheim und Dyck (1939) | Izabella zu Salm-Reifferscheidt-Krautheim und Dyck (1939) | Izabella zu Salm-Reifferscheidt-Krautheim und Dyck (1939) |  |  |                                                                  | Stefan Aloysius (1968)                                           | Stefan Aloysius (1968)                                           | Stefan Aloysius (1968)                                           | Stefan Aloysius (1968)                                           | Stefan Aloysius (1968)                                           |                                                |                                                | Andrea Huberta (1960)                                 | Andrea Huberta (1960)                                 | Andrea Huberta (1960)                                 | Andrea Huberta (1960)                                 | Andrea Huberta (1960)                                 | Andrea Huberta (1960)                                 |                                                           |                                                           | Mikołaj Aleksander (1962)                                 | Mikołaj Aleksander (1962)                                 | Mikołaj Aleksander (1962)                                 | Mikołaj Aleksander (1962)                                 | Mikołaj Aleksander (1962)                                | Mikołaj Aleksander (1962)                                |  |  | Jeanette Kraehe (1966)                                | Jeanette Kraehe (1966)                                | Jeanette Kraehe (1966)                                | Jeanette Kraehe (1966)                                | Jeanette Kraehe (1966)                                | Jeanette Kraehe (1966)                                |  |  | Elżbieta Karolina (1895–1962)                  | Elżbieta Karolina (1895–1962)                  | Elżbieta Karolina (1895–1962)                  | Elżbieta Karolina (1895–1962)                  | Elżbieta Karolina (1895–1962)                  | Elżbieta Karolina (1895–1962)                  |  |  | Ernest von Wolkenstein (1879–1955)                                    | Ernest von Wolkenstein (1879–1955)                                    | Ernest von Wolkenstein (1879–1955)                                    | Ernest von Wolkenstein (1879–1955)                                    | Ernest von Wolkenstein (1879–1955)                                    | Ernest von Wolkenstein (1879–1955)                                    |
|                                                        |                                                        |                                                        |                                                        |                                                        |                                                        |  |  |                                               |                                               |                                               |                                               |                                               |                                               |  |  |                                                           |                                                           |                                                           |                                                           |                                                           |                                                           |  |  |                                                                  |                                                                  |                                                                  |                                                                  |                                                                  |                                                                  |                                                |                                                |                                                       |                                                       |                                                       |                                                       |                                                       |                                                       |                                                           |                                                           |                                                           |                                                           |                                                           |                                                           |                                                          |                                                          |  |  |                                                       |                                                       |                                                       |                                                       |                                                       |                                                       |  |  |                                                |                                                |                                                |                                                |                                                |                                                |  |  |                                                                       |                                                                       |                                                                       |                                                                       |                                                                       |                                                                       |
|                                                        |                                                        |                                                        |                                                        |                                                        |                                                        |  |  |                                               |                                               |                                               |                                               |                                               |                                               |  |  |                                                           |                                                           |                                                           |                                                           |                                                           |                                                           |  |  |                                                                  |                                                                  |                                                                  |                                                                  |                                                                  |                                                                  |                                                |                                                |                                                       |                                                       |                                                       |                                                       |                                                       |                                                       |                                                           |                                                           |                                                           |                                                           |                                                           |                                                           |                                                          |                                                          |  |  |                                                       |                                                       |                                                       |                                                       |                                                       |                                                       |  |  |                                                |                                                |                                                |                                                |                                                |                                                |  |  |                                                                       |                                                                       |                                                                       |                                                                       |                                                                       |                                                                       |
| Anna-Christine von Oswald (1973)                       | Anna-Christine von Oswald (1973)                       | Anna-Christine von Oswald (1973)                       | Anna-Christine von Oswald (1973)                       | Anna-Christine von Oswald (1973)                       | Anna-Christine von Oswald (1973)                       |  |  | Benedykt Krystian (1971)                      | Benedykt Krystian (1971)                      | Benedykt Krystian (1971)                      | Benedykt Krystian (1971)                      | Benedykt Krystian (1971)                      | Benedykt Krystian (1971)                      |  |  | Tassilo Ferdynand (1965)                                  | Tassilo Ferdynand (1965)                                  | Tassilo Ferdynand (1965)                                  | Tassilo Ferdynand (1965)                                  | Tassilo Ferdynand (1965)                                  | Tassilo Ferdynand (1965)                                  |  |  | Clarissa zu Törring-Jettenbach (1965)                            | Clarissa zu Törring-Jettenbach (1965)                            | Clarissa zu Törring-Jettenbach (1965)                            | Clarissa zu Törring-Jettenbach (1965)                            | Clarissa zu Törring-Jettenbach (1965)                            | Clarissa zu Törring-Jettenbach (1965)                            |                                                |                                                | Aleksander Maria (1965)                               | Aleksander Maria (1965)                               | Aleksander Maria (1965)                               | Aleksander Maria (1965)                               | Aleksander Maria (1965)                               | Aleksander Maria (1965)                               |                                                           |                                                           | Simone Engelke (1973)                                     | Simone Engelke (1973)                                     | Simone Engelke (1973)                                     | Simone Engelke (1973)                                     | Simone Engelke (1973)                                    | Simone Engelke (1973)                                    |  |  | Karolina Marcella (2002)                              | Karolina Marcella (2002)                              | Karolina Marcella (2002)                              | Karolina Marcella (2002)                              | Karolina Marcella (2002)                              | Karolina Marcella (2002)                              |  |  | Maria Luiza (2000)                             | Maria Luiza (2000)                             | Maria Luiza (2000)                             | Maria Luiza (2000)                             | Maria Luiza (2000)                             | Maria Luiza (2000)                             |  |  |                                                                       |                                                                       |                                                                       |                                                                       |                                                                       |                                                                       |
| Anna-Christine von Oswald (1973)                       | Anna-Christine von Oswald (1973)                       | Anna-Christine von Oswald (1973)                       | Anna-Christine von Oswald (1973)                       | Anna-Christine von Oswald (1973)                       | Anna-Christine von Oswald (1973)                       |  |  | Benedykt Krystian (1971)                      | Benedykt Krystian (1971)                      | Benedykt Krystian (1971)                      | Benedykt Krystian (1971)                      | Benedykt Krystian (1971)                      | Benedykt Krystian (1971)                      |  |  | Tassilo Ferdynand (1965)                                  | Tassilo Ferdynand (1965)                                  | Tassilo Ferdynand (1965)                                  | Tassilo Ferdynand (1965)                                  | Tassilo Ferdynand (1965)                                  | Tassilo Ferdynand (1965)                                  |  |  | Clarissa zu Törring-Jettenbach (1965)                            | Clarissa zu Törring-Jettenbach (1965)                            | Clarissa zu Törring-Jettenbach (1965)                            | Clarissa zu Törring-Jettenbach (1965)                            | Clarissa zu Törring-Jettenbach (1965)                            | Clarissa zu Törring-Jettenbach (1965)                            |                                                |                                                | Aleksander Maria (1965)                               | Aleksander Maria (1965)                               | Aleksander Maria (1965)                               | Aleksander Maria (1965)                               | Aleksander Maria (1965)                               | Aleksander Maria (1965)                               |                                                           |                                                           | Simone Engelke (1973)                                     | Simone Engelke (1973)                                     | Simone Engelke (1973)                                     | Simone Engelke (1973)                                     | Simone Engelke (1973)                                    | Simone Engelke (1973)                                    |  |  | Karolina Marcella (2002)                              | Karolina Marcella (2002)                              | Karolina Marcella (2002)                              | Karolina Marcella (2002)                              | Karolina Marcella (2002)                              | Karolina Marcella (2002)                              |  |  | Maria Luiza (2000)                             | Maria Luiza (2000)                             | Maria Luiza (2000)                             | Maria Luiza (2000)                             | Maria Luiza (2000)                             | Maria Luiza (2000)                             |  |  |                                                                       |                                                                       |                                                                       |                                                                       |                                                                       |                                                                       |
|                                                        |                                                        |                                                        |                                                        |                                                        |                                                        |  |  |                                               |                                               |                                               |                                               |                                               |                                               |  |  |                                                           |                                                           |                                                           |                                                           |                                                           |                                                           |  |  |                                                                  |                                                                  |                                                                  |                                                                  |                                                                  |                                                                  |                                                |                                                |                                                       |                                                       |                                                       |                                                       |                                                       |                                                       |                                                           |                                                           |                                                           |                                                           |                                                           |                                                           |                                                          |                                                          |  |  |                                                       |                                                       |                                                       |                                                       |                                                       |                                                       |  |  |                                                |                                                |                                                |                                                |                                                |                                                |  |  |                                                                       |                                                                       |                                                                       |                                                                       |                                                                       |                                                                       |
|                                                        |                                                        |                                                        |                                                        |                                                        |                                                        |  |  |                                               |                                               |                                               |                                               |                                               |                                               |  |  |                                                           |                                                           |                                                           |                                                           |                                                           |                                                           |  |  |                                                                  |                                                                  |                                                                  |                                                                  |                                                                  |                                                                  |                                                |                                                |                                                       |                                                       |                                                       |                                                       |                                                       |                                                       |                                                           |                                                           |                                                           |                                                           |                                                           |                                                           |                                                          |                                                          |  |  |                                                       |                                                       |                                                       |                                                       |                                                       |                                                       |  |  |                                                |                                                |                                                |                                                |                                                |                                                |  |  |                                                                       |                                                                       |                                                                       |                                                                       |                                                                       |                                                                       |
| Lupus Franziskus (2003)                                | Lupus Franziskus (2003)                                | Lupus Franziskus (2003)                                | Lupus Franziskus (2003)                                | Lupus Franziskus (2003)                                | Lupus Franziskus (2003)                                |  |  | Wiktor V Marcin von Ratibor (1964)            | Wiktor V Marcin von Ratibor (1964)            | Wiktor V Marcin von Ratibor (1964)            | Wiktor V Marcin von Ratibor (1964)            | Wiktor V Marcin von Ratibor (1964)            | Wiktor V Marcin von Ratibor (1964)            |  |  | Alexandra von Wohlgemuth (1969)                           | Alexandra von Wohlgemuth (1969)                           | Alexandra von Wohlgemuth (1969)                           | Alexandra von Wohlgemuth (1969)                           | Alexandra von Wohlgemuth (1969)                           | Alexandra von Wohlgemuth (1969)                           |  |  | Karolina Margita (2000)                                          | Karolina Margita (2000)                                          | Karolina Margita (2000)                                          | Karolina Margita (2000)                                          | Karolina Margita (2000)                                          | Karolina Margita (2000)                                          |                                                |                                                | Grzegorz (2002)                                       | Grzegorz (2002)                                       | Grzegorz (2002)                                       | Grzegorz (2002)                                       | Grzegorz (2002)                                       | Grzegorz (2002)                                       |                                                           |                                                           | Wit (2004)                                                | Wit (2004)                                                | Wit (2004)                                                | Wit (2004)                                                | Wit (2004)                                               | Wit (2004)                                               |  |  |                                                       |                                                       |                                                       |                                                       |                                                       |                                                       |  |  |                                                |                                                |                                                |                                                |                                                |                                                |  |  |                                                                       |                                                                       |                                                                       |                                                                       |                                                                       |                                                                       |
| Lupus Franziskus (2003)                                | Lupus Franziskus (2003)                                | Lupus Franziskus (2003)                                | Lupus Franziskus (2003)                                | Lupus Franziskus (2003)                                | Lupus Franziskus (2003)                                |  |  | Wiktor V Marcin von Ratibor (1964)            | Wiktor V Marcin von Ratibor (1964)            | Wiktor V Marcin von Ratibor (1964)            | Wiktor V Marcin von Ratibor (1964)            | Wiktor V Marcin von Ratibor (1964)            | Wiktor V Marcin von Ratibor (1964)            |  |  | Alexandra von Wohlgemuth (1969)                           | Alexandra von Wohlgemuth (1969)                           | Alexandra von Wohlgemuth (1969)                           | Alexandra von Wohlgemuth (1969)                           | Alexandra von Wohlgemuth (1969)                           | Alexandra von Wohlgemuth (1969)                           |  |  | Karolina Margita (2000)                                          | Karolina Margita (2000)                                          | Karolina Margita (2000)                                          | Karolina Margita (2000)                                          | Karolina Margita (2000)                                          | Karolina Margita (2000)                                          |                                                |                                                | Grzegorz (2002)                                       | Grzegorz (2002)                                       | Grzegorz (2002)                                       | Grzegorz (2002)                                       | Grzegorz (2002)                                       | Grzegorz (2002)                                       |                                                           |                                                           | Wit (2004)                                                | Wit (2004)                                                | Wit (2004)                                                | Wit (2004)                                                | Wit (2004)                                               | Wit (2004)                                               |  |  |                                                       |                                                       |                                                       |                                                       |                                                       |                                                       |  |  |                                                |                                                |                                                |                                                |                                                |                                                |  |  |                                                                       |                                                                       |                                                                       |                                                                       |                                                                       |                                                                       |
|                                                        |                                                        |                                                        |                                                        |                                                        |                                                        |  |  |                                               |                                               |                                               |                                               |                                               |                                               |  |  |                                                           |                                                           |                                                           |                                                           |                                                           |                                                           |  |  |                                                                  |                                                                  |                                                                  |                                                                  |                                                                  |                                                                  |                                                |                                                |                                                       |                                                       |                                                       |                                                       |                                                       |                                                       |                                                           |                                                           |                                                           |                                                           |                                                           |                                                           |                                                          |                                                          |  |  |                                                       |                                                       |                                                       |                                                       |                                                       |                                                       |  |  |                                                |                                                |                                                |                                                |                                                |                                                |  |  |                                                                       |                                                                       |                                                                       |                                                                       |                                                                       |                                                                       |
|                                                        |                                                        |                                                        |                                                        |                                                        |                                                        |  |  |                                               |                                               |                                               |                                               |                                               |                                               |  |  |                                                           |                                                           |                                                           |                                                           |                                                           |                                                           |  |  |                                                                  |                                                                  |                                                                  |                                                                  |                                                                  |                                                                  |                                                |                                                |                                                       |                                                       |                                                       |                                                       |                                                       |                                                       |                                                           |                                                           |                                                           |                                                           |                                                           |                                                           |                                                          |                                                          |  |  |                                                       |                                                       |                                                       |                                                       |                                                       |                                                       |  |  |                                                |                                                |                                                |                                                |                                                |                                                |  |  |                                                                       |                                                                       |                                                                       |                                                                       |                                                                       |                                                                       |
| Cecylia (2000)                                         | Cecylia (2000)                                         | Cecylia (2000)                                         | Cecylia (2000)                                         | Cecylia (2000)                                         | Cecylia (2000)                                         |  |  | Anna Klementyna (2002)                        | Anna Klementyna (2002)                        | Anna Klementyna (2002)                        | Anna Klementyna (2002)                        | Anna Klementyna (2002)                        | Anna Klementyna (2002)                        |  |  | Wiktor (2004)                                             | Wiktor (2004)                                             | Wiktor (2004)                                             | Wiktor (2004)                                             | Wiktor (2004)                                             | Wiktor (2004)                                             |  |  | Hugo (2007)                                                      | Hugo (2007)                                                      | Hugo (2007)                                                      | Hugo (2007)                                                      | Hugo (2007)                                                      | Hugo (2007)                                                      |                                                |                                                |                                                       |                                                       |                                                       |                                                       |                                                       |                                                       |                                                           |                                                           |                                                           |                                                           |                                                           |                                                           |                                                          |                                                          |  |  |                                                       |                                                       |                                                       |                                                       |                                                       |                                                       |  |  |                                                |                                                |                                                |                                                |                                                |                                                |  |  |                                                                       |                                                                       |                                                                       |                                                                       |                                                                       |                                                                       |